# اتحاد الجمعيات النسائية الكورية
اتحاد الجمعيات النسائية الكورية (KWAU أو Yǒsǒng tanch'e yǒnhap) هي منظمة جامعة تتكون من 33 جمعية أخرى من أجل التركيز على قضايا المرأة في كوريا الجنوبية. يساعد اتحاد الجمعيات النسائية الكورية جنبًا إلى جنب مع المجلس الوطني الكوري للمرأة (KNCW)، تنسيق أنشطة المنظمات غير الحكومية التي تتناول قضايا المرأة والنسوية في جميع أنحاء كوريا.

## تاريخ الاتحاد
تأسس اتحاد الجمعيات النسائية الكورية في فبراير 1987. كان الاتحاد مؤلفًا من كتلة اليسار، وحركات النسوية المؤيدات للعمالة في أعقاب الاعتداء الجنسي الذي رفعه كوون إن سوك ضد الحكومة الكورية. كانت النساء المعنيات مجموعة متنوّعة من العاملات، والعمال الكتابيين، والمهنيين، وربات البيوت، وطالبات الجامعات، والنساء الريفيات، والنساء الفقيرات اللاتي يعشن في المدن. ارتبط الاتحاد أيضًا بحركة مينيجونغ والحركة الديمقراطية الوطنية. في البداية، كان هناك 21 منظمة تجمعوا لإنشاءالاتحاد. تضم بعض المنظمات الأصلية للاتحاد الجمعية النسائية من أجل الديمقراطية، الخط الساخن للمرأة الكورية، جريدة المرأة (تُسمى الآن جريدة أخبار المرأة)، جمعية العاملات الكوريات، المزارعات الكاثوليكيات الكوريات، ولجنة المرأة وغيرها.
كان الاتحادمهمًا لأنه على عكس المجموعات النسائية الأخرى في كوريا في ذلك الوقت، اتخذ «موقفًا معارضًا تجاه الدولة القمعية» التي يديرها تشون دو هوان. ساعد اتحاد الجمعيات النسائية الكورية المنظمات الفردية المنضمة تحت مظلتها للحصول على الدعم المالي، وعقد الاجتماعات نيابةً عن المجموعات وتنظيم التدريب على القيادة.
لم يقتصر عمل النساء فقط على جعل النساء على قدم المساواة مع الرجال، ولكنه عمل أيضًا على تحويل الهياكل الاجتماعية ضد قمع النساء. ساعد اتحاد الجمعيات النسائية الكورية في تعزيز إجازة الأمومة وقضايا رعاية الأطفال والأجر المتساوي مقابل العمل المتساوي. شمل نشاط اتحاد الجمعيات النسائية الكورية أيضًا مكافحة الاعتداء الجنسي ضد المرأة، وفي نيسان / أبريل 1992، أنشأت جامعة كوينزلاند لجنة خاصة لتشريع قانون خاص لمكافحة العنف الجنسي. أدى ذلك إلى إعلان الحكومة عن «مقترحات جوهرية ضد العنف الجنسي بما في ذلك تشريعات قانون خاص».
وركزت جامعة الملك عبد العزيز أيضًا على مشاركة المرأة وتمثيلها في السياسة المحلية. وبحلول عام 1995، ساعدت المنظمة في زيادة مشاركة المرأة في السياسة زيادة كبيرة من خلال توظيف وترقية المرشحات؛ حيث وصل عددهن إلى 14 من أصل 17 تم انتخابهم في ذلك العام. تم منح الاتحاد صفة قانونية مسجلة مُعترف بها من قِبل الحكومة في عام 1995.

## روابط خارجية
- Official site (in Korean)